# Pagani (Griechenland)
Lager Pagani (griechisch Στρατόπεδο Παγανής Stratópedo Paganís) war ein Flüchtlingslager im Osten der griechischen Insel Lesbos, das für illegal in die Europäische Union eingereiste Flüchtlinge errichtet wurde.
Das Zentrum, ein umgebautes ehemaliges Lagerhaus in Lesbos, war für 300 Personen ausgelegt, beherbergte jedoch zeitweise bis zu 1.200 Einwanderer unter beengten Verhältnissen, die häufig nicht medizinisch versorgt waren und von den Wachen geschlagen wurden, was von griechischen und ausländischen humanitären Beobachtern verurteilt wurde. Am 18. August 2009 begannen 160 minderjährige Flüchtlinge, die in einem einzigen Raum, mit nur einer Toilette, festgehalten wurden, einen Hungerstreik und forderten sofortige Freiheit.
Das Noborder-Netzwerk organisierte 2009 wegen der unmenschlichen Zustände in diesem Lager ein NoBorderCamp. Der stellvertretende griechische Sicherheitsminister Spiros Vougias besuchte am 22. Oktober 2009 das Lager Pagani. Es wurde danach bis auf Weiteres vorübergehend geschlossen. Die letzten Lagerinsassen verließen am 1. November 2009 das Flüchtlingslager.